# Mickey Dillard
Mickey Anthony Dillard (Hollywood, 15 ottobre 1958) è un ex cestista statunitense, professionista nella NBA.

## Carriera
Venne selezionato dai Cleveland Cavaliers al terzo giro del Draft NBA 1981 (55ª scelta assoluta).